# Euphyia swetti
Euphyia swetti är en fjärilsart som beskrevs av Samuel E. Cassino 1927. Euphyia swetti ingår i släktet Euphyia och familjen mätare. Inga underarter finns listade i Catalogue of Life.